# Toyota TF101
Toyota TF101, pierwotnie Toyota AM01 (od Allan [McNish], Mika [Salo]) – samochód Formuły 1, zaprojektowany w 2000 roku przez Jeana-Claude’a Martensa dla zespołu Toyota F1. Nigdy nie wystartował w wyścigu Grand Prix, służył do testowania, by zespół odpowiednio przygotował się na swój debiut w sezonie 2002.

## Tło
Od lat 70. Toyota była zaangażowana w Rajdowe mistrzostwa świata, a Toyota Celica przez wiele lat odnosiła sukcesy w rajdach. Kierowcy Toyoty czterokrotnie zdobyli tytuł mistrzowski (Carlos Sainz w 1990 i 1992, Juha Kankkunen w 1993 i Didier Auriol w 1994), a Toyota wśród klasyfikacji producentów trzykrotnie znajdowała się na pierwszym miejscu w klasyfikacji generalnej (w 1993, 1994 i 1999). W latach 1998–1999 Toyota wystawiła ponadto model GT-One w wyścigu 24h Le Mans, którym Ukyō Katayama, Keiichi Tsuchiya i Toshio Suzuki zdobyli drugie miejsce w 1999 roku. Po 1999 Toyota zaprzestała aktywności w rajdach i zdecydowała o dołączeniu do Formuły 1 w 2002 roku. W tym celu w 2000 roku zbudowano model TF101, dzięki któremu Toyota odpowiednio miała się przygotować do swojego pierwszego sezonu w Formule 1.

## Rozwój
Samochód został zbudowany przez pracowników firmy Toyota Motorsports GmbH z siedzibą w Kolonii. Był on testowany przez okres dziewiętnastu miesięcy, w ramach przygotowań do debiutu Toyoty w Formule 1 w 2002 roku. Po prezentacji samochodu w marcu 2001 roku, zespół (w tym kierowcy: Mika Salo i Allan McNish) rozpoczął intensywny okres testów, podczas którego przejechano łącznie 3000 okrążeń na 11 torach na całym świecie, co dało łączny przebieg 22 967 km. Początkowo w bolidzie chciano wprowadzić silnik V12, lecz został on zastąpiony jednostką V10 w myśl nowych przepisów Fédération Internationale de l’Automobile, ograniczających do dziesięciu liczbę cylindrów. Pierwsze uruchomienie silnika miało miejsce 18 września 2000 roku.

## Konstrukcja

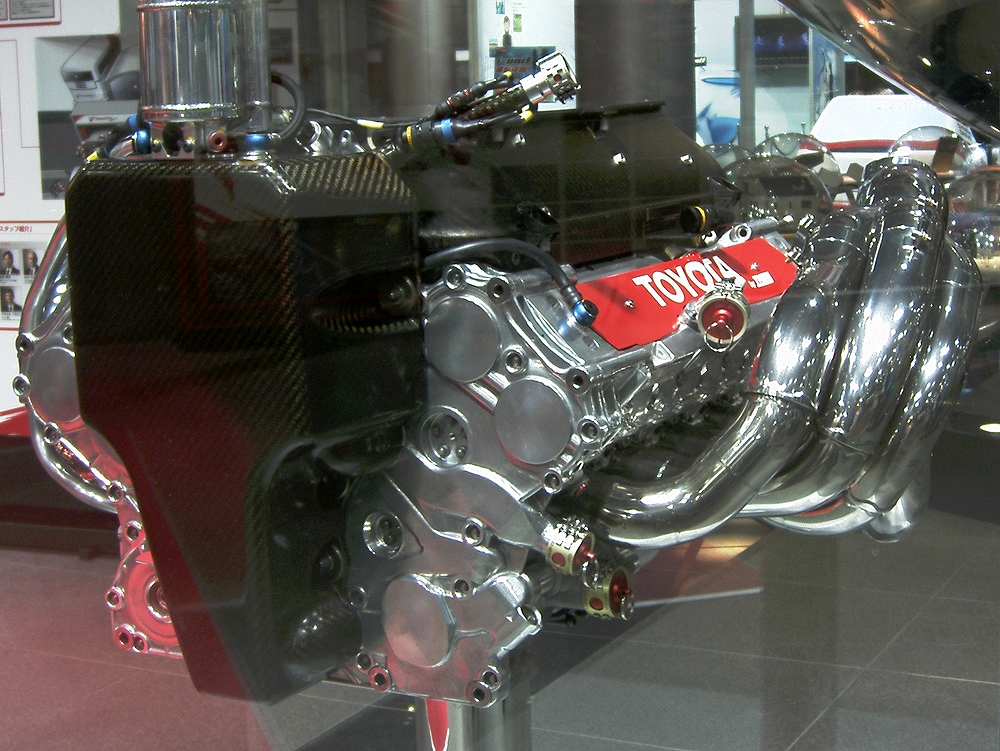
Silnik Toyota RVX-01 90º V10 stosowany w modelu TF101

Samochód został wyposażony w dziesięciocylindrowy (DOHC) wolnossący silnik V10 o rozworze cylindrów 90º własnej konstrukcji (RVX-01), jego pojemność sięgała 2998 cm³. Moc silnika przenoszona była przez sekwencyjną, sześciobiegową skrzynię biegów z biegiem wstecznym na tylne koła. W samochodzie zostały zastosowane opony Michelin, sprzęgło Sachs Triple Plate oraz hamulce Brembo/Alcon. Bolid ważył 600 kg (z kierowcą). Rozstaw osi wynosi 3120, a długość samochodu – 4620 mm. Przednie obręcze kół firmy BBS miały 13x12, a tylne 13x13,5 cala.

## Testowanie
23 marca 2001 roku Mika Salo, kierowca Formuły 1, odbył pierwszy test bolidu na torze Paul Ricard. Podczas testu, przy prędkości 217 km/h miał wypadek.
TF101 był intensywnie testowany na torach Formuły 1: Nürburgring, Magny-Cours, Spa-Francorchamps, Catalunya, Silverstone, A1-Ring, Hungaroring, Suzuka, Sepang i Autodromo Enzo e Dino Ferrari. W połowie listopada program testów został wstrzymany ze względu na zakaz zimowych testów.
W ciągu ośmiu miesięcy Mika Salo i Allan McNish wykonali w bolidzie ponad 3000 okrążeń pokonując 20 967 km.
Testy bolidu nie były pozytywne. Czasy osiągane na torach nie gwarantowały udziału w eliminacjach mistrzostw świata na wcześniej wymienionych torach, ponieważ przekraczały one dopuszczalne 107 procent czasu zawodnika startującego z pierwszej pozycji startowej.
Przed rozpoczęciem sezonu 2002 i debiutem Toyoty w Formule 1, potwierdzono 21 października 2001 Allana McNisha jako etatowego kierowcę zespołu. 18 grudnia 2001 roku zaprezentowano następcę TF101, TF102.